# Eduard Hurwits
Eduard Josypovytj Hurvits (ukrainska: Едуард Йосипович Гурвіц; ryska: Эдуард Иосифович Гурвиц; jiddisch: עדואָרד יאָסיפּאָוויטש גוּרוויץ) född 30 januari 1948 in Mohyliv-Podilskyj, Ukrainska SSR, Sovjetunionen, är en ukrainsk politiker. Han var borgmästare i Odessa 1994–1998 och 2005–2010. Han har varit medlem av Ukrainas parlamentet i flera omgångar – senast 2012–2014 för UDAR.